# Пфофельд
Пфофельд (нім. Pfofeld) — громада в Німеччині, розташована в землі Баварія. Підпорядковується адміністративному округу Середня Франконія. Входить до складу району Вайсенбург-Гунценгаузен. Складова частина об'єднання громад Гунценгаузен.
Площа — 23,88 км2. Населення становить 1586 ос. (станом на 31 грудня 2020).

## Галерея

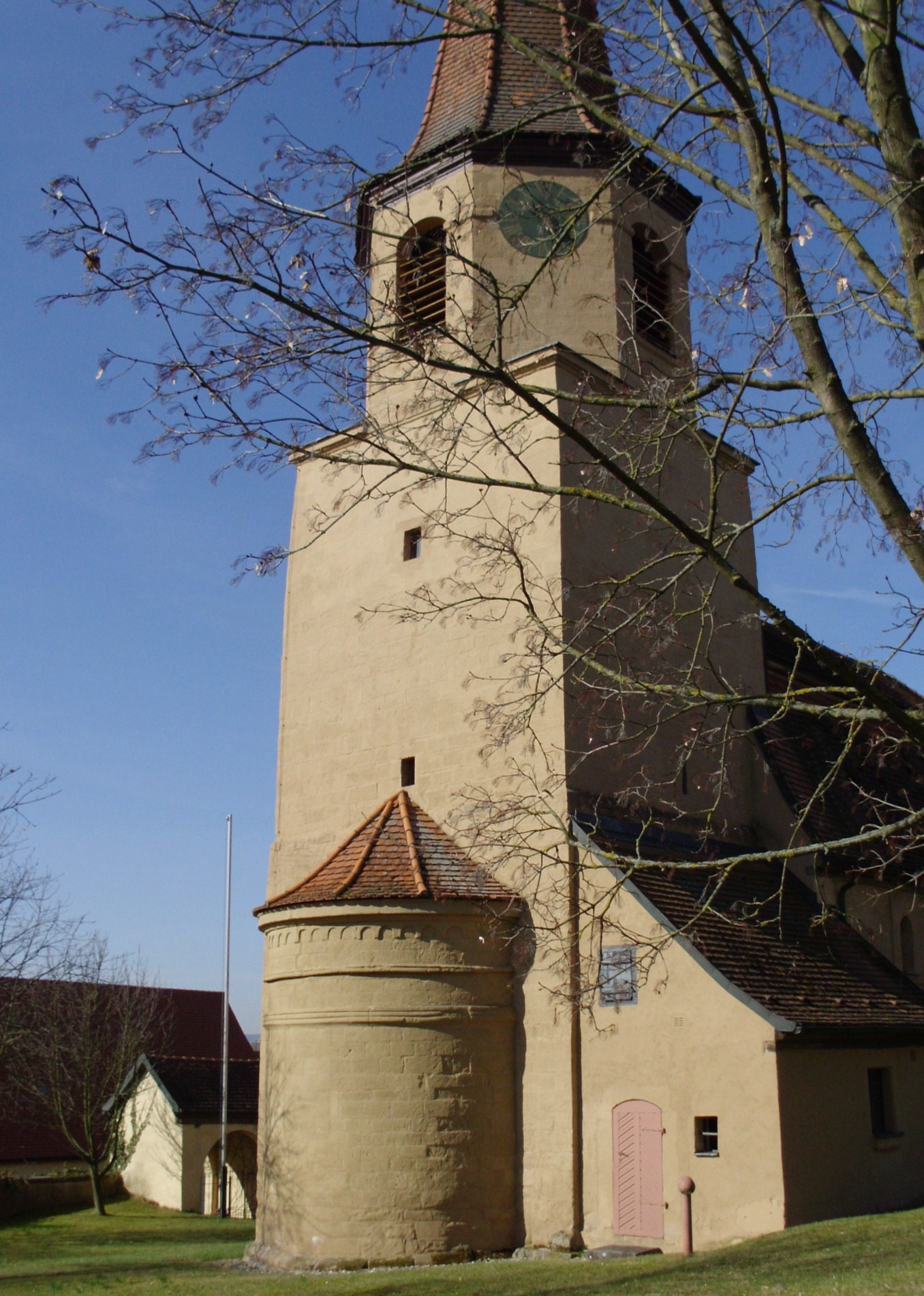
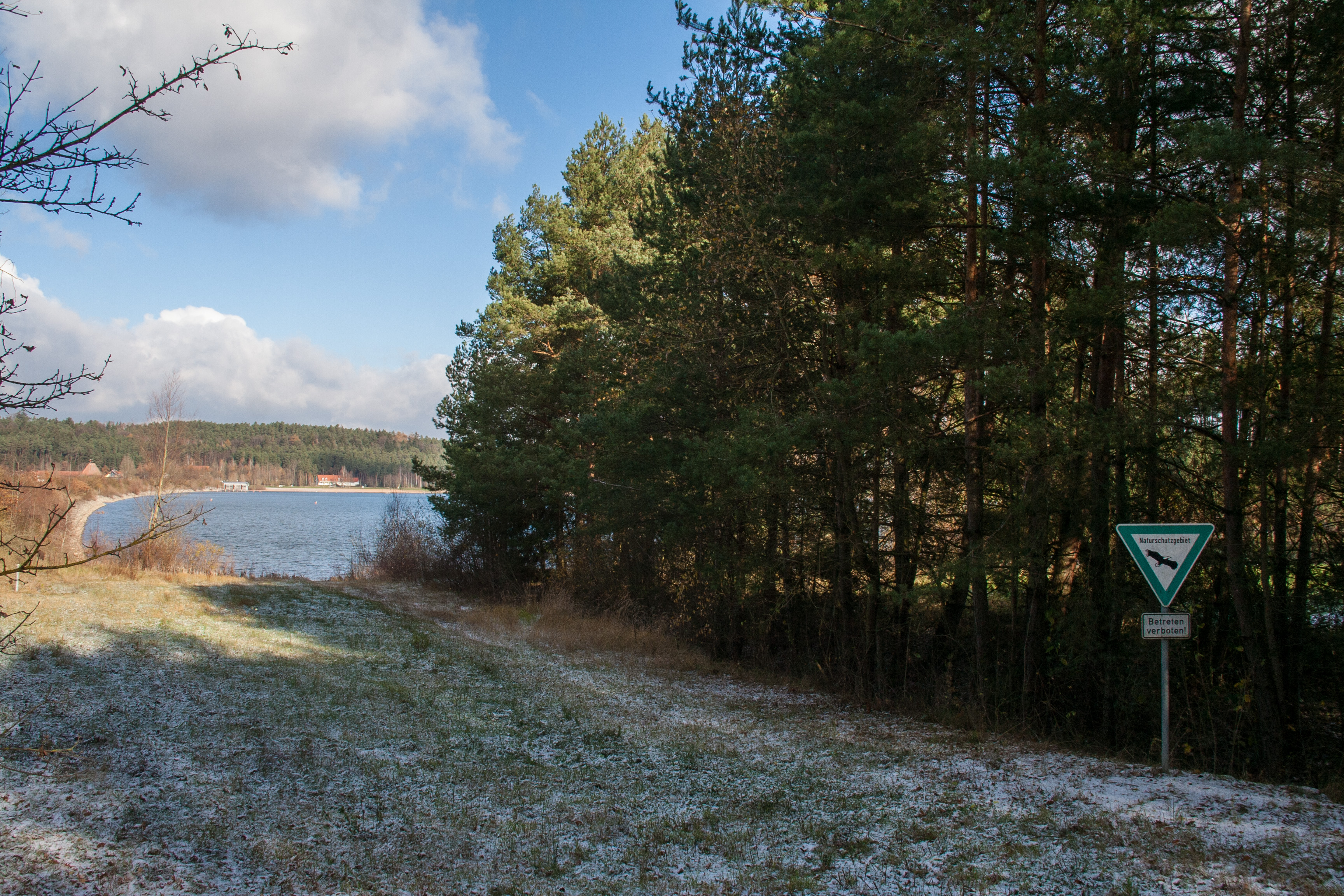
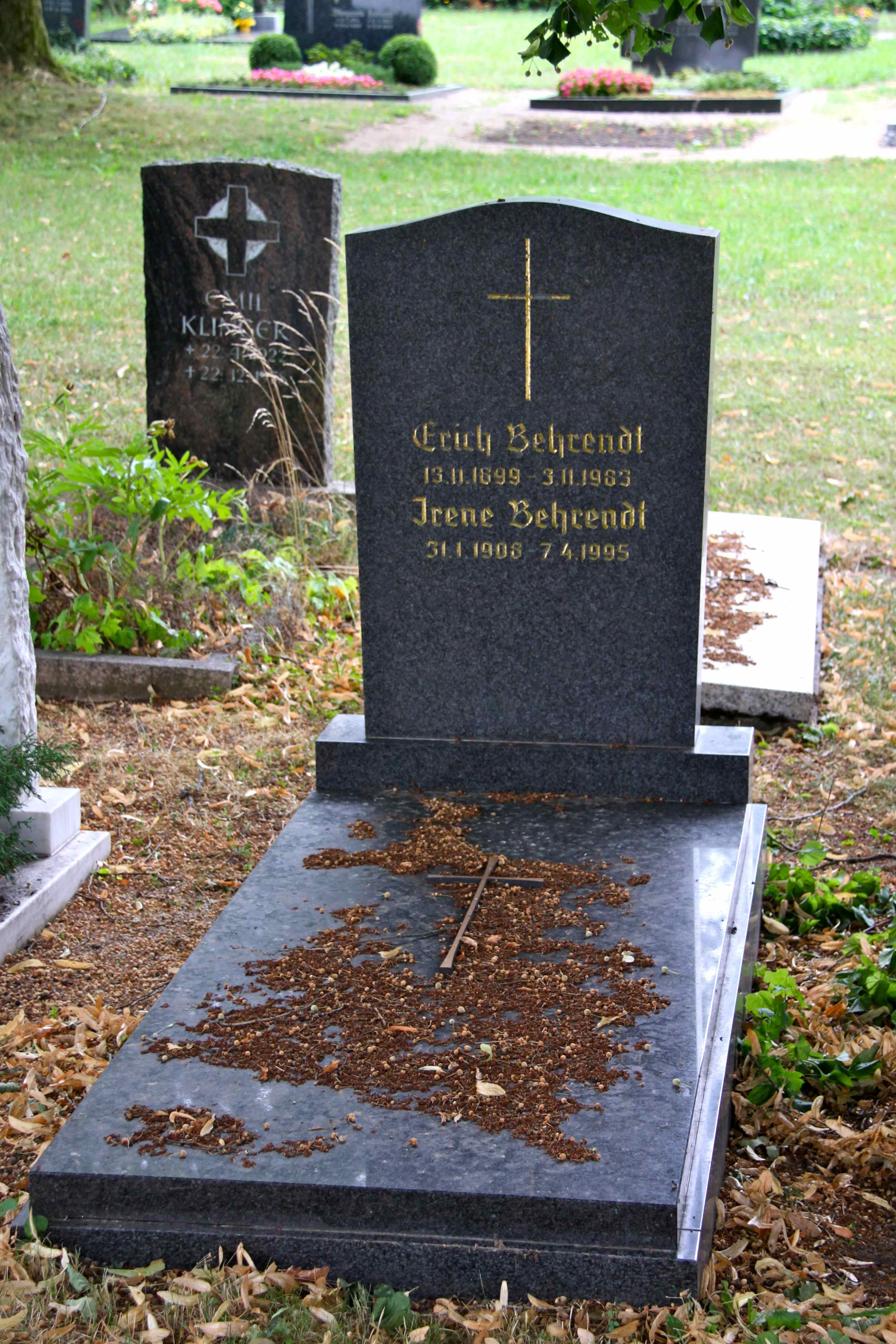